# الهنادی
الهنادی (به عربی: الهنادی) یک منطقهٔ مسکونی در سوریه است که در شهرستان اللاذقیه واقع شده‌است.

## خصوصیات
الهنادی ۳٬۰۷۶ نفر جمعیت دارد.